# Високе Татре (град)
Високе Татре (слч. Vysoké Tatry, изговор Високе Татри, мађ. Magastátra) су град у Словачкој, у оквиру Прешовског краја, где су у саставу округа Попрад.
Високе Татре су по много чему посебан град за словачке услове, јер су званично проглашене градом тек 1990. године, а настале су спајањем више блиских, дотад туристичких насеља у области Татри. Најважније од њих је Стари Скомовец, где су и смештене главне службе самоуправе.

## Географија
Високе Татре су смештене у северном делу државе. Главни град државе, Братислава, налази се 350 km југозападно од града.
Рељеф: Високе Татре су се развиле у области планинског ланца Високих Татри, по којима су и добиле назив. Градска насеља размештена су по јужним падинама планине, на знатној надморској висини (од 800 до 1.200 метара н.в.).
Клима: Клима у Високим Татрама је оштра континентална клима због велике надморске висине. Захваљујући томе насеље је једно од средишта зимског туризма на Татрама и у целој Словачкој.
Воде: Због значајне надморске висине подручје је богато водама, али су то углавном планински потоци.

## Историја
Високе Татре су млад град. развој датог подручја почео је после Другог светског рата, када је започет развој зимског туризма на Татрама. некадашња сеоска насеља постепено су постала важна туристичка одредишта. Захваљујући томе она су добила урбане црте, па су сва заједно 1990. године управно спојена у једно градско насеље. првобитно се цело насеље звало Велики Смоковец, по највећем насељу, да био од 1999. године добила данашњи назив.

## Становништво
| Година:    | 1994. | 2004.    | 2014.    | 2024.   |
| ---------- | ----- | -------- | -------- | ------- |
| Број људи: | 5669  | 4953     | 4113     | 3770    |
| Разлика:   |       | -12,63 % | -16,95 % | -8,33 % |

| Година:    | 2023. | 2024.   |
| ---------- | ----- | ------- |
| Број људи: | 3782  | 3770    |
| Разлика:   |       | -0,31 % |

Данас Високе Татре имају нешто мање од 4.500 становника и последњих година број становника опада (становништво се сели у нижа насеља, док се њихове куће претварају у зграде за туристички боравак).
Етнички састав: По попису из 2001. године састав је следећи:
- Словаци - 93,0%,
- Чеси - 2,2%,
- Мађари - 0,6%,
- остали.

Верски састав: По попису из 2001. године састав је следећи:
- римокатолици - 62,0%,
- атеисти - 19,0%,
- лутерани - 7,6%,
- гркокатолици - 3,6%,
- остали.

## Партнерски градови
- Кошице
- Пардубице

## Галерија
- Карта насеља
- Предео око града
- Здање општине Високе Татре
- Трг у Старом Смоковецу